# Тернопільська ратуша
Терно́пільська ра́туша — втрачена будівля у Тернополі. Існувала з середини XIX століття до 1944 року і слугувала для засідань магістрату. Розташовувалась на місці недавно демонтованого пам'ятника О. Пушкіну.

## Історія

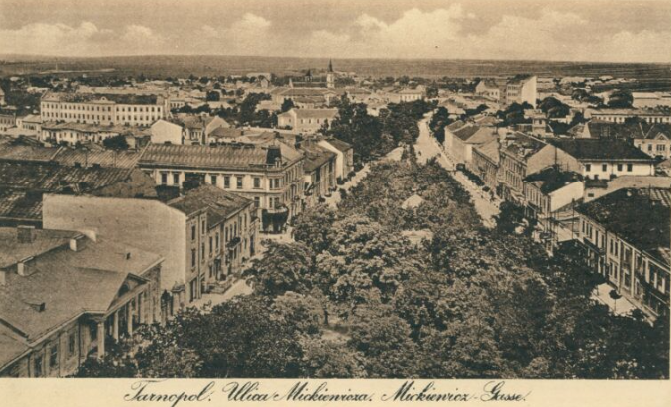
Бульвар Шевченка. Вигляд з вежі парафіяльного костелу, 1918

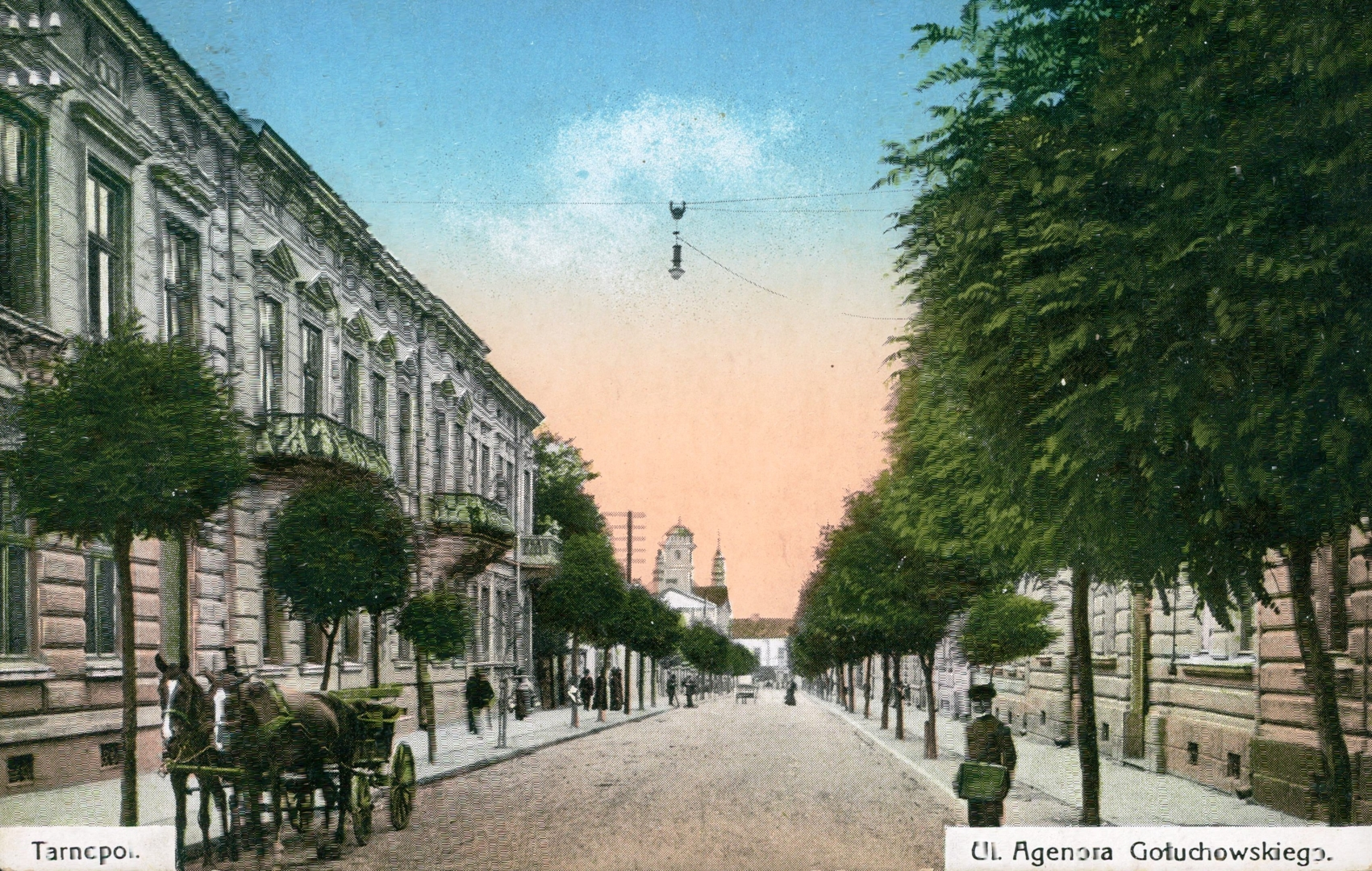
Вигляд на ратушу, 1913

Є відомості, що до 1809 року в Тернополі існувала так звана «Стара ратуша», яку навмисне зруйнували для побудови приміщення магістрату, проте відомості та зображення будинку не збереглися.
1 вересня 1872 році магістрат Тернополя перемістився у нове приміщення на розі вулиць Міцкевича (нині бульвар Тараса Шевченка) та Аґенора Ґолуховського (нині В'ячеслава Чорновола), у якому досі діяла кінна пошта.
Також відомо, що 1884 року побудували вежу, що слугувала пожежним оглядовим постом. Проте, після побудови в 1908 році Тернопільського парафіяльного костелу, пожежний пост було перенесено до дзвіниці храму. Окрім бургомістра та його заступників, до магістрату входили такі люди: міський будівельник, головний лікар, ветеринар, інспектор поліції, начальник пожежної охорони, торговий інспектор, економіст та міські акушерки.
На знак жалоби за померлим бургомістром доктором Володимиром Мандлем на ратуші на три дні вивісили чорну хоругву.
Іван Франко як кореспондент газети «Kurjer Lwowski» під час свого перебування в Тернополі від 27 червня до середини липня 1887 року на другій крайовій етнографічній виставці в міському парку відвідав будівлю магістрату.
Під час першої світової війни на горищі будівлі переховували від вивезення російською окупаційною владою частину збірки Подільського музею.
1867 року бюджет Тернополя склав 70000 золотих ринських, який на 70 % покривався відкупними прибутками. Іноді для покриття дефіциту бюджету тернопільський магістрат вдавався до пропінації (зокрема, 1901 року).
1 листопада 1918 року на ратуші замайорів блакитно-жовтий прапор, установлений актором «Українського театру» Севастіяном- Людомилом Зубрицьким-Вінявою, внуком історика Дениса Зубрицького. Після проголошення влади ЗУНР у приміщенні ратуші три дні в листопаді 1918 року тривали перемовини щодо прав польської громади міста з ініціативи її представника Ю. Чернецького, який звернувся до представника українців Тернополя о. Володимира Громницького з пропозицією щодо досягнення порозуміння.
У 1944 р. ратуша була знищена.

## Сучасність
Влітку 2016 року в петиції на сайті міськради Тернополя зареєстрували прохання відновити ратушу і встановити на ній двосторонній годинник.
Вадим Захарчук, начальник управління містобудівного та архітектурного комплексу міської ради, каже: «Ми надбудуємо мансардне приміщення і відтворимо ту міську ратушу, яка колись була на сусідньому будинку. А там встановимо ще й міський годинник і флюгер з гербом міста. Ми сподіваємося, що це буде цікаво»